# Charly Maraux
Charly Maraux, né le 17 juillet 1994 à Lons-le-Saunier (Jura), est un joueur français de basket-ball. Il occupe actuellement le poste de meneur.

## Biographie
Il a joué à Champagnole puis au Centre fédéral entre 2009 et 2011.
En février 2010, il participe au tournoi tournoi Turk Telekom avec l'équipe de France en Turquie.
Le jeune sapoitier, retenu pour disputer le week-end du 13 au 14 mars 2010, le Jordan Brand Classic, un camp en Turquie avec les quarante meilleurs joueurs européens de sa catégorie d'âge, se distingue. Au terme de deux jours d'entraînements et d'oppositions, le meneur de jeu de l'Insep est élu parmi les dix meilleurs joueurs du camp et donc invité à disputer le 17 avril la grande finale du Jordan Brand Classic à New York. Dans la grosse pomme, le Franc-Comtois, au sein de l'équipe européenne (avec un autre français, son coéquipier Alexandre Chassang), affronte les dix meilleurs américains sur le parquet du Madison Square Garden.
En août 2010, lors du quart de finale des Championnats d’Europe U16 contre l’Espagne, il se blesse gravement au genou.
Le 26 mai 2011, lors d'un entraînement, il se rompt de nouveau les ligaments croisés et doit s'absenter quelques mois des parquets.
Le 17 novembre 2012, il refoule les parquets et dispute son premier match avec les espoirs de Gravelines-Dunkerque contre Nancy.
Le 25 décembre 2014, lors du match contre Nanterre, il marque un panier de l'autre bout du terrain à la dernière seconde avant la mi-temps.
Le 31 mai 2015, il remporte le trophée du futur contre Paris-Levallois.
En juin 2015, il signe à Angers pour jouer en Nationale 1.
Le 6 juin 2016, il annonce qu'il quitte le monde professionnel et retourne dans sa Franche-Comté natale où il rejoint l'AL Lons, promu en Nationale 2.

## Clubs
- 2009-2012 :  Centre fédéral (NM1/Cadets)
- 2012-2015 :  Basket Club Maritime Gravelines Dunkerque Grand Littoral (Pro A)
- 2015-2016 :  Angers BC 49 (NM1)

## Palmarès

### En club
- Vainqueur du Nike International Junior Tournament Euroleague en 2010 (Paris, France)
- Championnat de France espoirs : 2014
- Trophée Coupe de France séniors masculins : 2013, 2014
- Vainqueur du Trophée du futur : 2014, 2015

### Sélection nationale
- Participation à l'Euro U16 : 2009, 2010